# Майданек-Козіцький
Майданек-Козіцький (пол. Majdanek Kozicki) — село в Польщі, у гміні П'яскі Свідницького повіту Люблінського воєводства.
Населення — 155 осіб (2011).

## Демографія
Демографічна структура станом на 31 березня 2011 року:
|          | Загалом | Допрацездатний вік | Працездатний вік | Постпрацездатний вік |
| -------- | ------- | ------------------ | ---------------- | -------------------- |
| Чоловіки | 65      | 13                 | 43               | 9                    |
| Жінки    | 90      | 21                 | 38               | 31                   |
| Разом    | 155     | 34                 | 81               | 40                   |